# Carterville (Missouri)
Pour les articles homonymes, voir Carterville.
Carterville est une ville des États-Unis, située dans le comté de Jasper et l'État du Missouri.

## Géographie
Carterville est située à 37° 8′ 58″ de latitude Nord et 94° 26′ 25″ de longitude Ouest. 

## Démographie
Selon les données du Bureau de recensement des États-Unis, Carterville était peuplée :
- de 2 013 habitants en 1990 (recensement),
- de 1 850 habitants en 2000 (recensement),
- de 1 927 habitants en 2006 (estimation).